# Antiarrhythmikum
Antiarrhythmikum ist ein Oberbegriff für Arzneistoffe, die zur Behandlung von Herzrhythmusstörungen eingesetzt werden können. Traditionell werden Antiarrhythmika nach ihren elektrophysiologischen Wirkungsmechanismen in vier Klassen (I bis IV nach Vaughan Williams) eingeteilt. Der Nutzen dieser Klassifikation ist vielfach in Frage gestellt worden, weil einige Antiarrhythmika Eigenschaften mehrerer Klassen aufweisen. Beispielsweise blockiert Sotalol neben Kaliumkanälen auch Betarezeptoren. Amiodaron und Dronedaron haben Wirkeigenschaften aller Klassen. Daneben gibt es Antiarrhythmika, die sich in keine der Klassen einordnen lassen. Bemerkenswert ist, dass jedes Antiarrhythmikum auch ein proarrhythmisches Potential hat, d. h. Herzrhythmusstörungen auslösen kann. Insbesondere die Kombination mehrerer Antiarrhythmika kann somit problematisch sein.

## Einteilung der Antiarrhythmika
Die gebräuchliche Klassifizierung wurde vom britischen Pharmakologen E.M. Vaughan Williams (1918–2016) vorgeschlagen.

### Klasse I – Natriumkanalblocker
Die Klasse-I-Antiarrhythmika binden an einen spannungsabhängigen Natriumkanal, welcher für die Depolarisation des Aktionspotentials verantwortlich ist. Je nach Affinität und Dissoziationsgeschwindigkeit zum Kanal findet eine weitere Unterteilung in drei Subklassen statt. Nachdem in der 1991 veröffentlichten CAST-Studie eine erhöhte Sterblichkeit im Vergleich zu Placebo nachgewiesen wurde, werden Klasse-I-Antiarrhythmika mit Ausnahme von Ajmalin, Flecainid und Propafenon heute so gut wie nicht mehr verwendet.

#### Klasse IA (chinidinartig)
Antiarrhythmika der Klasse IA bewirken eine Verlangsamung der Depolarisationsgeschwindigkeit durch Blockade der Natriumkanäle sowie eine Verlängerung der Repolarisationsdauer durch Blockade von Kaliumkanälen und führen so zu einer Verlängerung des Aktionspotentials (Siehe auch QT-Syndrom).

Wirkstoffe: Chinidin, Procainamid, Disopyramid, Ajmalin, Prajmalin und Ajmalicin.

#### Klasse IB (lidocainartig)
Antiarrhythmika der Klasse IB bewirken die Verkürzung des Aktionspotentials.

Wirkstoffe: Lidocain, Mexiletin, Phenytoin und Tocainid.

#### Klasse IC (Mischtyp)
Antiarrhythmika der Klasse IC bewirken eine ausgeprägte Verlangsamung der Depolarisationsgeschwindigkeit ohne Wirkung auf die Dauer des Aktionspotentials.

Wirkstoffe: Flecainid, Propafenon, Aprindin und Moricizin.

### Klasse II – Betablocker
Betablocker senken über die Blockade der β1-Adrenozeptoren am Herzmuskel die Sinusfrequenz (negativ chronotrop), verlangsamen die AV-Überleitung (negativ dromotrop) und vermindern die myokardiale Erregbarkeit (negativ bathmotrop).

Wirkstoffe: Propranolol, Metoprolol, Atenolol, Bisoprolol, Nebivolol u.v. a.m.

### Klasse III – Kaliumkanalblocker
Kaliumkanalblocker verlangsamen die Repolarisation und verlängern damit das Aktionspotential.

Wirkstoffe: Amiodaron, Bretylium, Dofetilid, Dronedaron, Ibutilid, Sotalol, Vernakalant

### Klasse IV – Calciumkanalblocker
Calciumkanalblocker vom Phenylalkylamintyp bzw. Benzothiazepintyp senken über Blockade von Calciumkanälen vom L-Typ die Herzfrequenz und verzögern die AV-Überleitung.

Wirkstoffe: Verapamil, Diltiazem, Gallopamil, Flunarizin und Diprafenon.

### Weitere Antiarrhythmika

#### Adenosin
Adenosin führt nach Bindung am A1-Adenosinrezeptor über die Aktivierung eines Gi-modulierten Kaliumkanals zur kurzfristigen, wenige Sekunden anhaltenden Blockade der AV-Überleitung. Das Medikament wird zur Diagnostik und Akuttherapie von Herzrhythmusstörungen angewendet, an deren Verursachung der AV-Knoten beteiligt ist.

#### Digitalisglykoside
Digitalisglykoside führen über die Hemmung der myokardialen Natrium-Kalium-ATPase zu einer positiv inotropen auch zu einer negativ dromotropen Wirkung und verringern damit die Herzfrequenz. Verwendet wird es zum Bremsen von schnell übergeleitetem Vorhofflimmern.

Wirkstoffe: Digoxin, Digitoxin

#### Parasympatholytika
Parasympatholytika verhindern durch die Blockade muskarinerger M2- und M4-Rezeptoren die Öffnung von Kaliumkanälen (positiv chronotrope und dromotrope Wirkung).

Wirkstoffe: Atropin, Ipratropiumbromid

#### Sympathomimetika
Sympathomimetika wirken durch die Aktivierung myokardialer Beta1-Adrenozeptoren positiv chronotrop, dromotrop und bathmotrop.

Wirkstoffe: Adrenalin, Noradrenalin, Orciprenalin u.v. a.m.

#### If-Kanal-Blocker
Als einziger Vertreter dieser Gruppe senkt Ivabradin die Herzfrequenz isoliert am Sinusknoten über die spezifische Hemmung des If-Kanals.

#### Magnesium
Magnesium ist ein natürlicher Bestandteil des Körpers, Magnesiummangel kann Herzrhythmusstörungen begünstigen. Aber auch unabhängig von einer Mangelsituation kann eine Magnesiumgabe bestimmte Rhythmusstörungen behandeln. Es ist Mittel der Wahl für Torsade-de-pointes-Tachykardien und ist ebenfalls indiziert bei digitalisinduzierten Herzrhythmusstörungen und bei multifokalen atrialen Tachykardien.
Für eine optimale Bioverfügbarkeit wird organisch gebundenes Magnesium, wie z. B. Magnesiumcitrat bzw. Trimagnesiumdicitrat als Pulver oder Pulverkapseln in Reinform empfohlen.